# Anna Gunn
Anna Gunn (* 11. srpna 1968, Cleveland, Ohio, Spojené státy americké) je americká herečka, která se proslavila díky roli Skyler White v dramatickém seriálu stanice AMC Perníkový táta (2008–2013). Za roli získala dvě ceny Emmy v kategorii nejlepší ženský herecký výkon ve vedlejší roli v dramatickém seriálu.
Mimo to si zahrála ve filmech Nepřítel státu (1998), Ďábel přichází (2000), Dva muži a batole (2001), Little Red Wagon (2012), Sully: Zázrak na řece Hudson (2016) nebo Being Frank (2018).